# كوني هيل
كوني هيل هو لاعب هوكي الجليد كندي، ولد في 15 يناير 1918 في Urban neighbourhoods of Sudbury ‏ في كندا، وتوفي في 31 أغسطس 2001 في نيوبورت في الولايات المتحدة.